# Balsmolen
De Balsmolen (ook: Waalbosmolen of Kapellemolen) is een windmolenrestant in de tot de West-Vlaamse gemeente Tielt behorende plaats Schuiferskapelle, gelegen aan Waalbosstraat 3.
Deze ronde stenen molen van het type grondzeiler fungeerde als korenmolen en oliemolen.

## Geschiedenis
In 1632 werd voor het eerst melding gemaakt van een molen, en wel een standerdmolen, op deze plaats. Deze molen was eigendom van de heren van Hulswalle. In 1804 werd de molen verkocht aan een particuliere molenaar.
In 1847 waaide de standerdmolen om, waarbij molenaarsknecht Charles Dauw om het leven kwam. In 1850 werd de huidige stenen molen gebouwd. Ook deze molen werd, in 1931, tijdens een storm zwaar beschadigd. De wieken waren afgebroken en de kap werd daarop verwijderd. Het maalwerk werd, nu aangedreven door een elektromotor, nog af en toe gebruikt.
In de molenromp zijn nog allerlei balken aanwezig die deels afkomstig zijn van de verdwenen standerdmolen. Het mechanisch maalwerk, waaronder een haverpletter, is nog goeddeels aanwezig.
- Inventaris van het Bouwkundig Erfgoed (Vlaanderen): 87224